# Sakura (bloesem)
Sakura (kanji: 桜 of 櫻, hiragana: さくら, katakana: サクラ ) is de Japanse naam voor een aantal kersenboomsoorten en hun bloesems. Het gaat om meer dan 20 soorten van het ondergeslacht Prunus subg. Cerasus, die in Japan jaarlijks bloeien.
In het Nederlands gebruikt men de term 'kersenbloesem' voor sakura. De kers (桜んぼ, sakuranbo) is een andere Prunus-soort.

## Sakura in Japan
De sakura kan onofficieel beschouwd worden als de nationale bloem in Japan. Ieder jaar, wanneer de sakurabloesems gaat bloeien, wordt het Hanami-feest gevierd met picknicks tussen de bomen. De sakura is in Japan een symbool van de vergankelijke schoonheid. Ze is nauw verbonden met de samoerai en met de bushidō ("de weg van de krijger"). Het leven wordt beschouwd als mooi en kort, een beetje zoals de kersenbloesem.
Tijdens de Tweede Wereldoorlog werd de sakura een symbool om het Japanse volk te motiveren. De kamikazepiloten schilderden kersenbloesems op de flanken van hun vliegtuig alvorens op een zelfmoordmissie te vertrekken. De overheid moedigde de Japanners aan in hun geloof dat de zielen van de gesneuvelde soldaten reïncarneerden in de kersenbloesems. De Japanse Zelfverdedigingstroepen en de Japanse politie gebruiken een kersenbloesem afbeelding als rangonderscheidingsteken in plaats van de klassieke sterren, en op vlaggen en insignes.

## Sakura in Nederland
In 2000 schonk de Japan Women’s Club (JWC) 400 yoshinokersbomen (Prunus x yedoensis) aan Amstelveen. Ze zijn geplant in het Bloesempark in het Amsterdamse Bos als dank voor de Japan-Nederland-relatie. Iedere boom heeft een naam: 200 bomen hebben een Japanse vrouwennaam, 200 bomen hebben een Nederlandse vrouwennaam. In dit park komen Nederlanders rond de bloeitijd bij elkaar om de hanami matsuri (kersenbloesemfeest) te vieren en op kleedjes te picknicken.

## Sakura-cultivars
De volgende soorten, hybriden en variëteiten worden aangeduid met de naam sakura-cultivars:
- Prunus apetala
- Prunus campanulata – (Kan-hi-zakura, カンヒザクラ)
- Prunus ×furuseana (P. incisa × P. jamasakura)
- Prunus  ×incam (P. incisa × P. campanulata)
- Prunus incisa – Fujikers (Fujizakura, フジザクラ)[4]
- Prunus ×introrsa
- Prunus itosakura (Edohigan, エドヒガン)
- Prunus jamasakura – (Yamasakura, ヤマザクラ)[5]
- Prunus ×kanzakura (P. campanulata × P. jamasakura en P. campanulata × P. speciosa)
- Prunus leveilleana (P. verecunda) – (Kasumi-zakura, カスミザクラ)[6]
- Prunus ×miyoshii
- Prunus nipponica – (Takane-zakura, タカネザクラ)
- Prunus padus – Gewone vogelkers
- Prunus ×parvifolia (P. incisa × P. speciosa)
- Prunus pseudocerasus
- Prunus ×sacra (P. subhirtella × P. jamasakura)
- Prunus sargentii – (Ôyama-zakura, オオヤマザクラ)[7]
- Prunus serrulata – Japanse sierkers
- Prunus ×sieboldii
- Prunus speciosa – (Oshima zakura, オオシマザクラ)[8]
- Prunus ×subhirtella (P. incisa × P. itosakura; Edohigan, エドヒガン)
- Prunus ×syodoi
- Prunus ×tajimensis
- Prunus ×takenakae
- Prunus ×yedoensis (P. itosakura × P. speciosa)

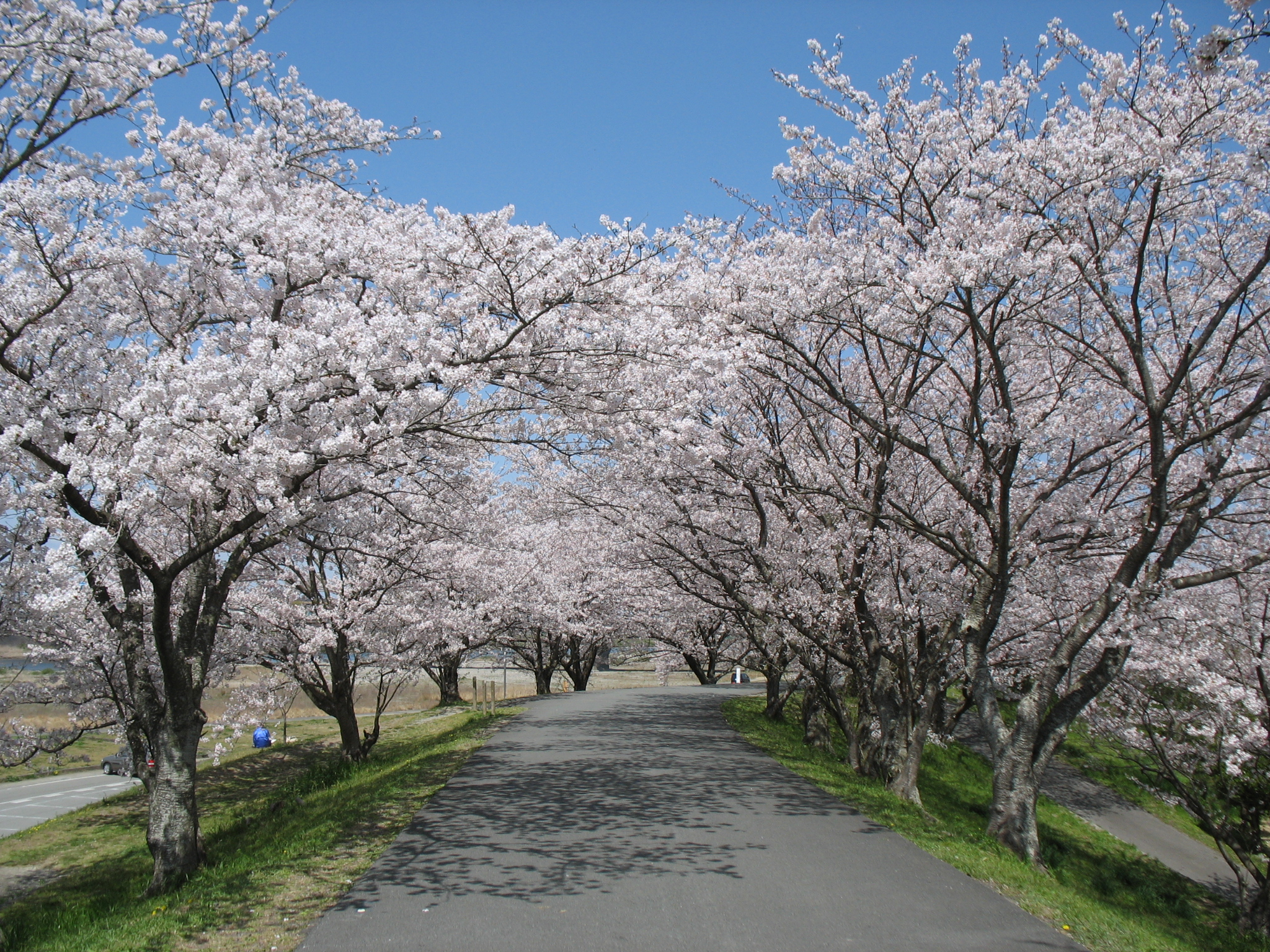
kersenbloesem in Ise
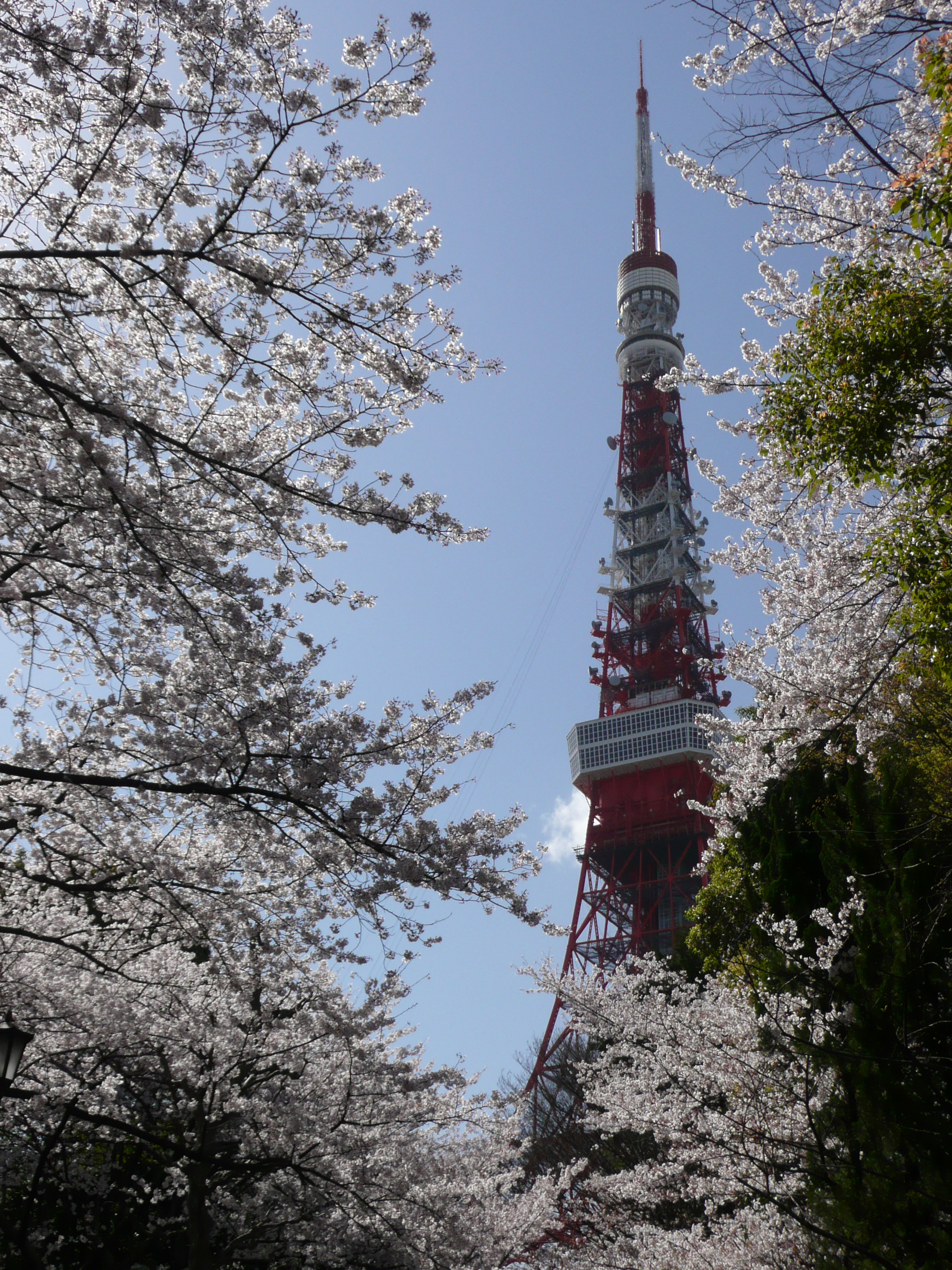
bij de Tokiotoren
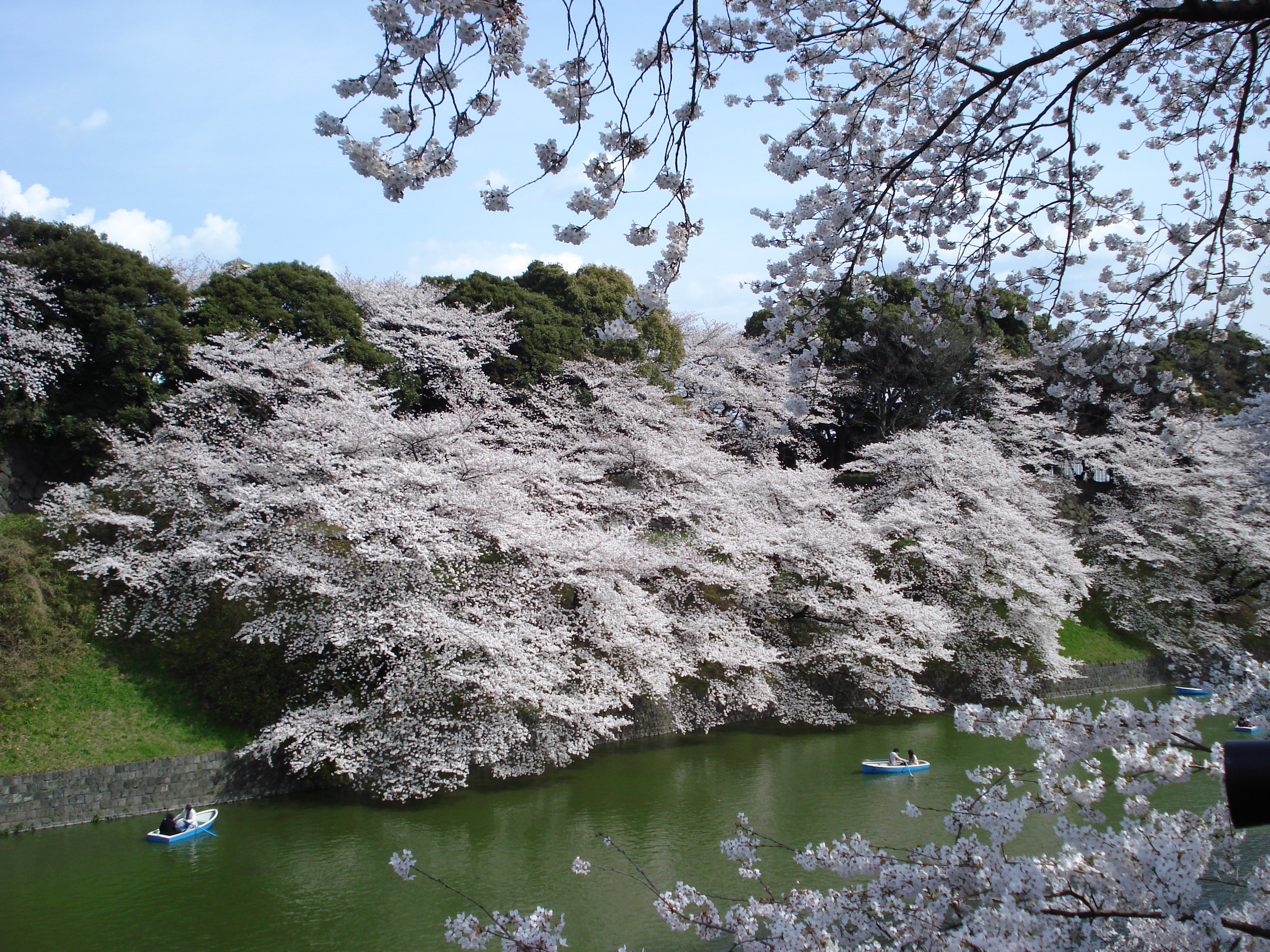
bij het Japanse keizerlijk paleis
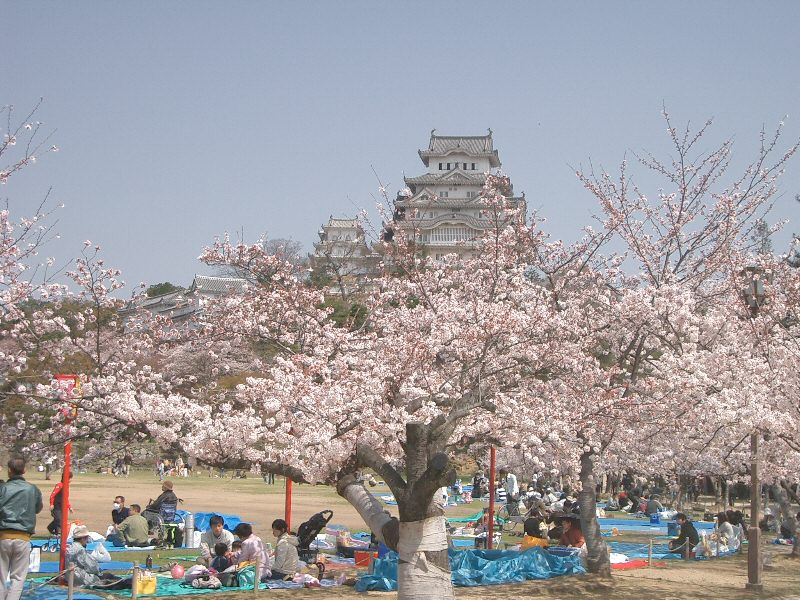
Hanami matsuri-picknicks bij het kasteel Himeji
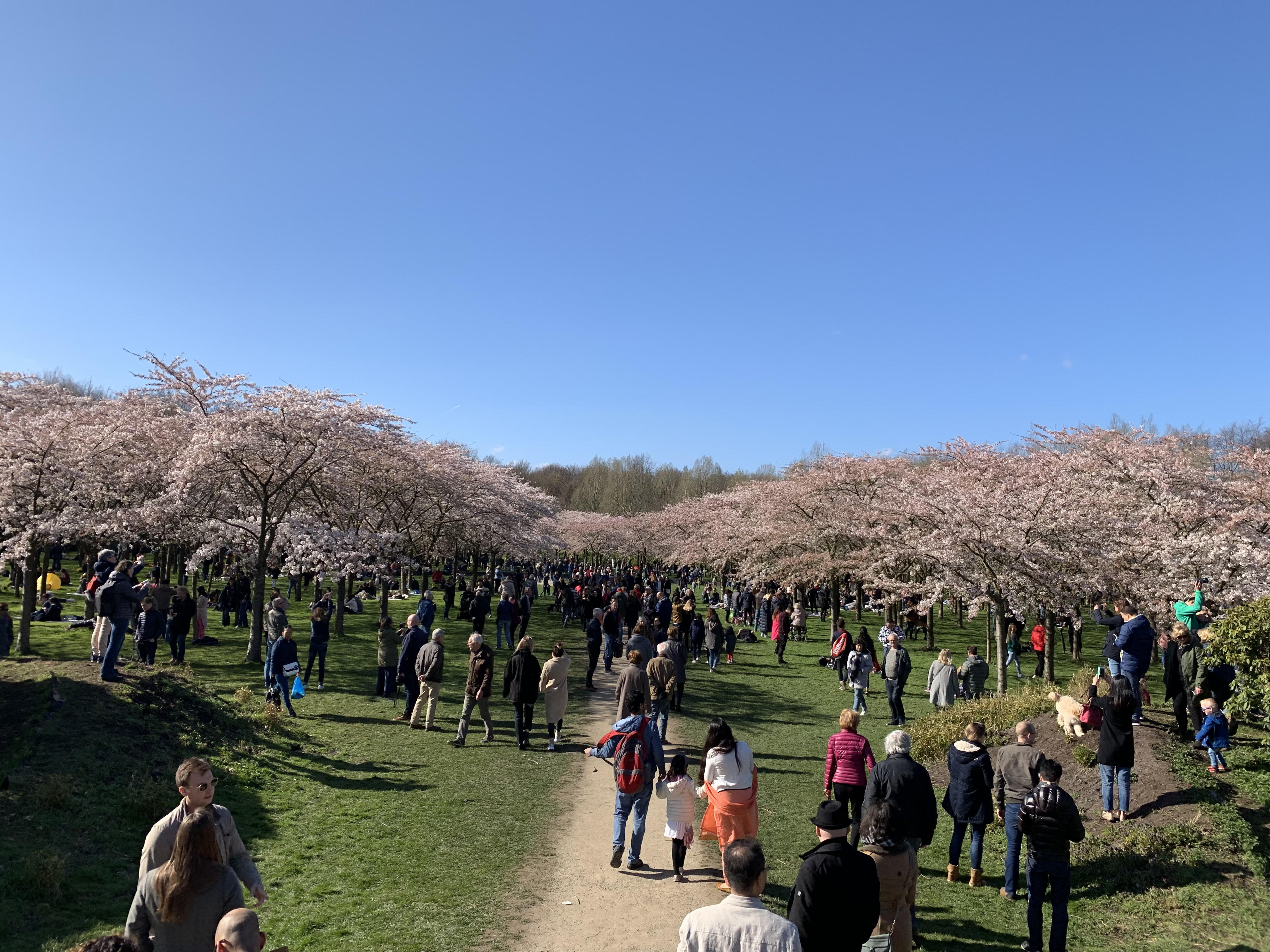
Het Bloesempark in het Amsterdamse Bos, Amstelveen
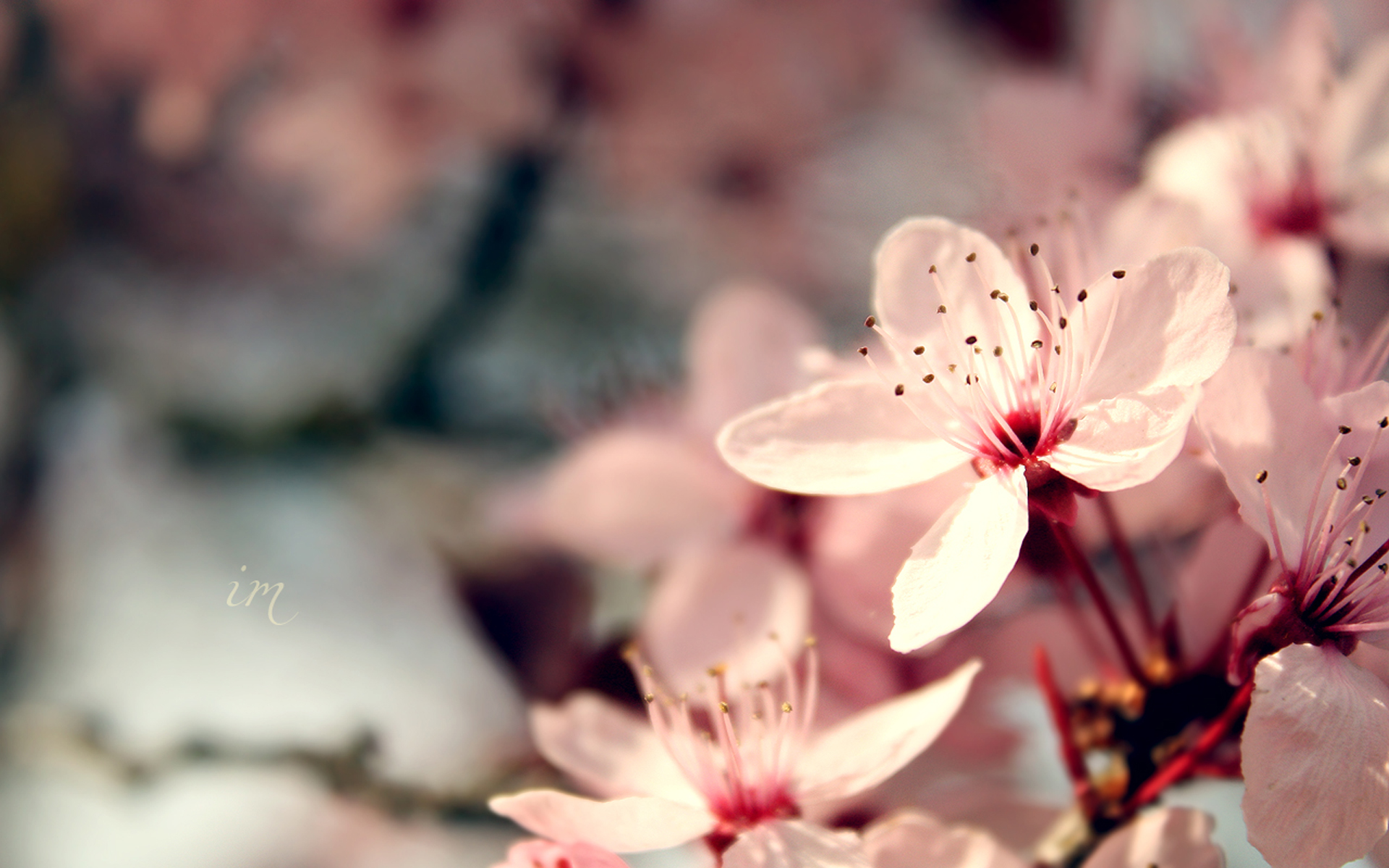
Prunus yedoensis in bloei
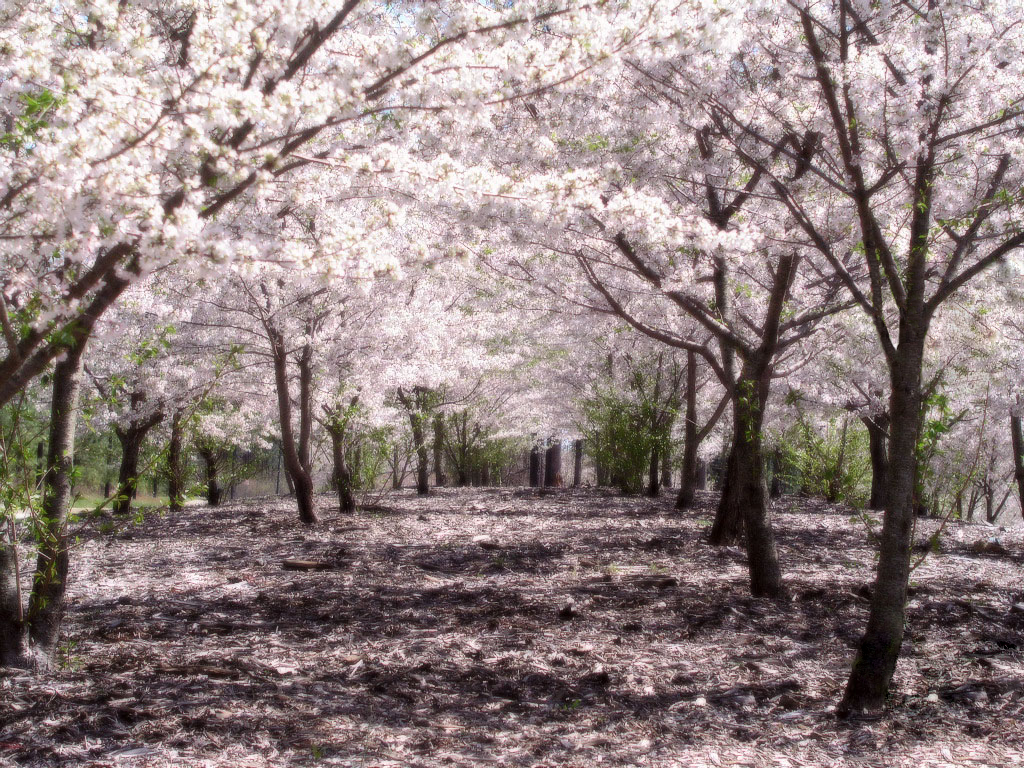
Gevallen sakurablaadjes
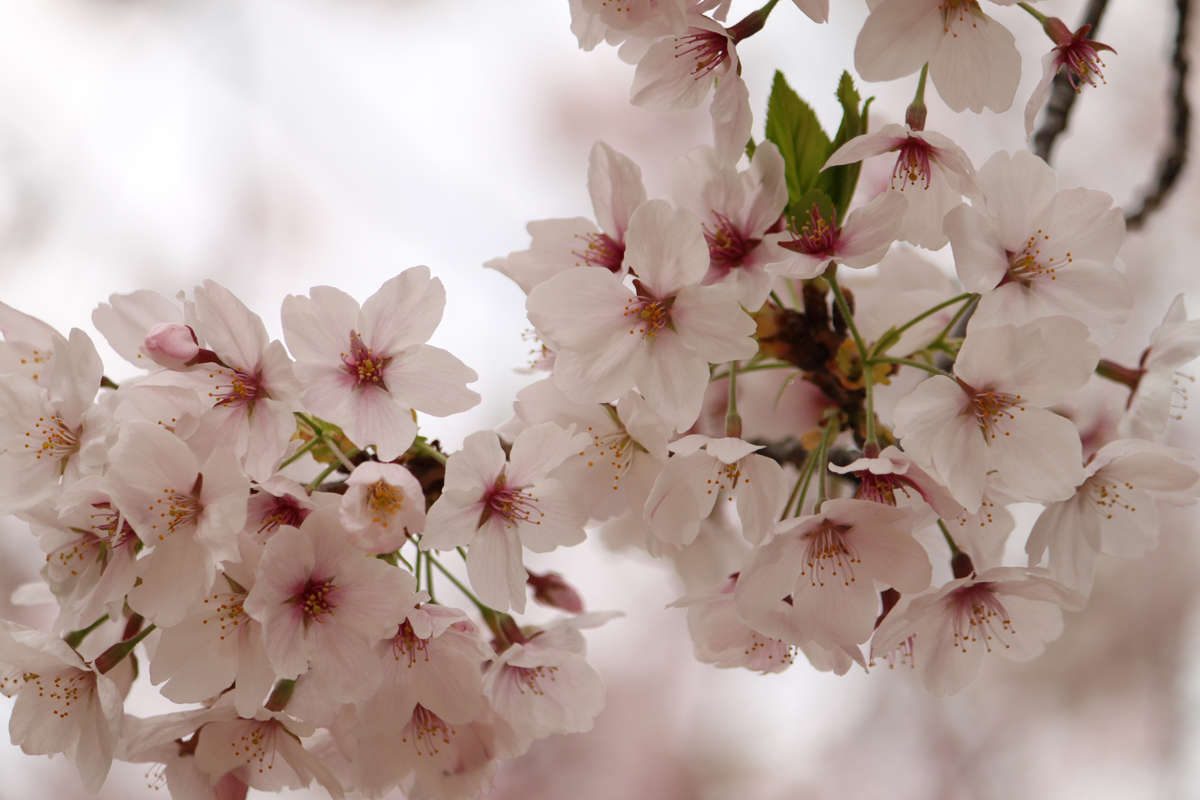
Sakurabloesems

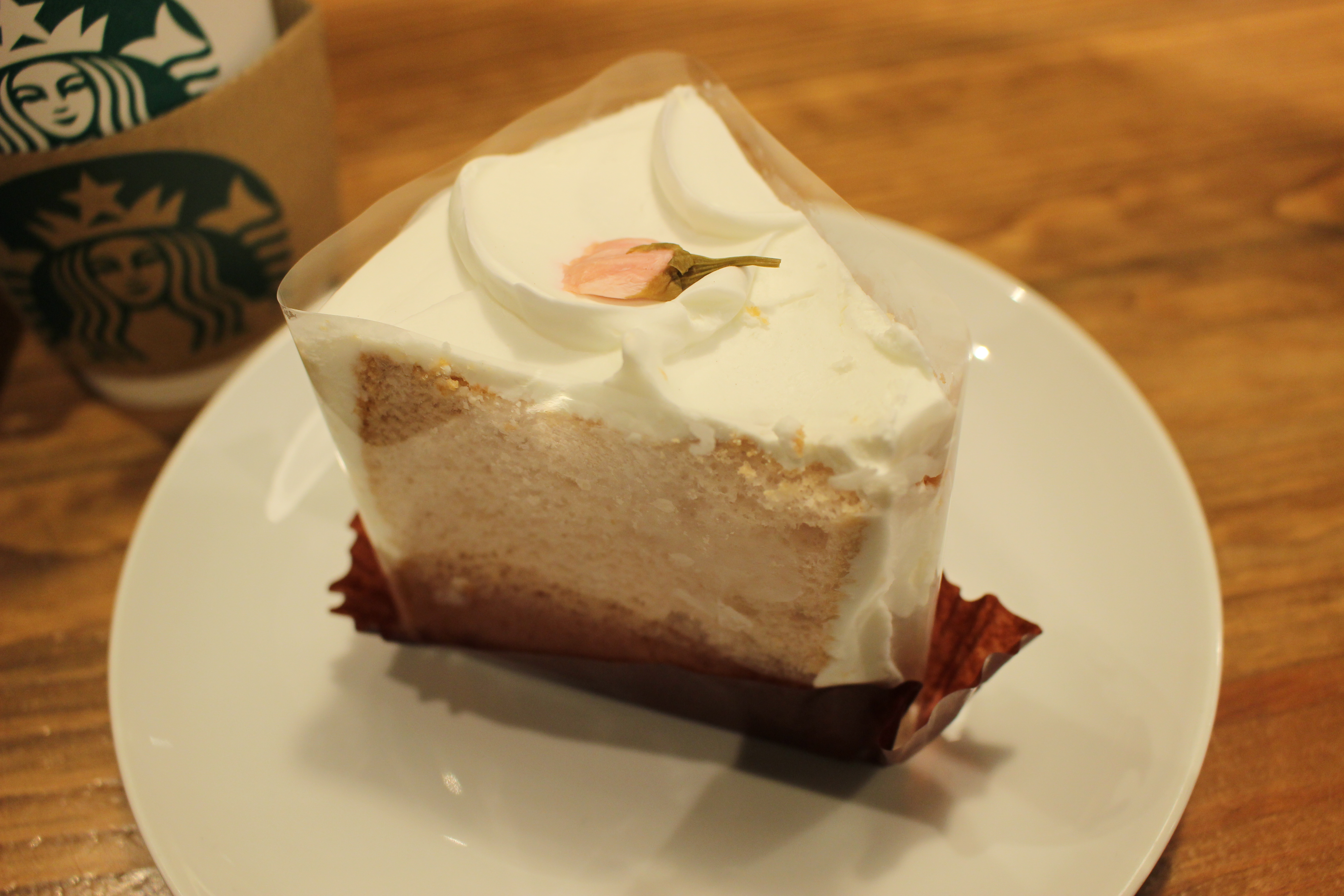
Sakura taart van Starbucks, Japan
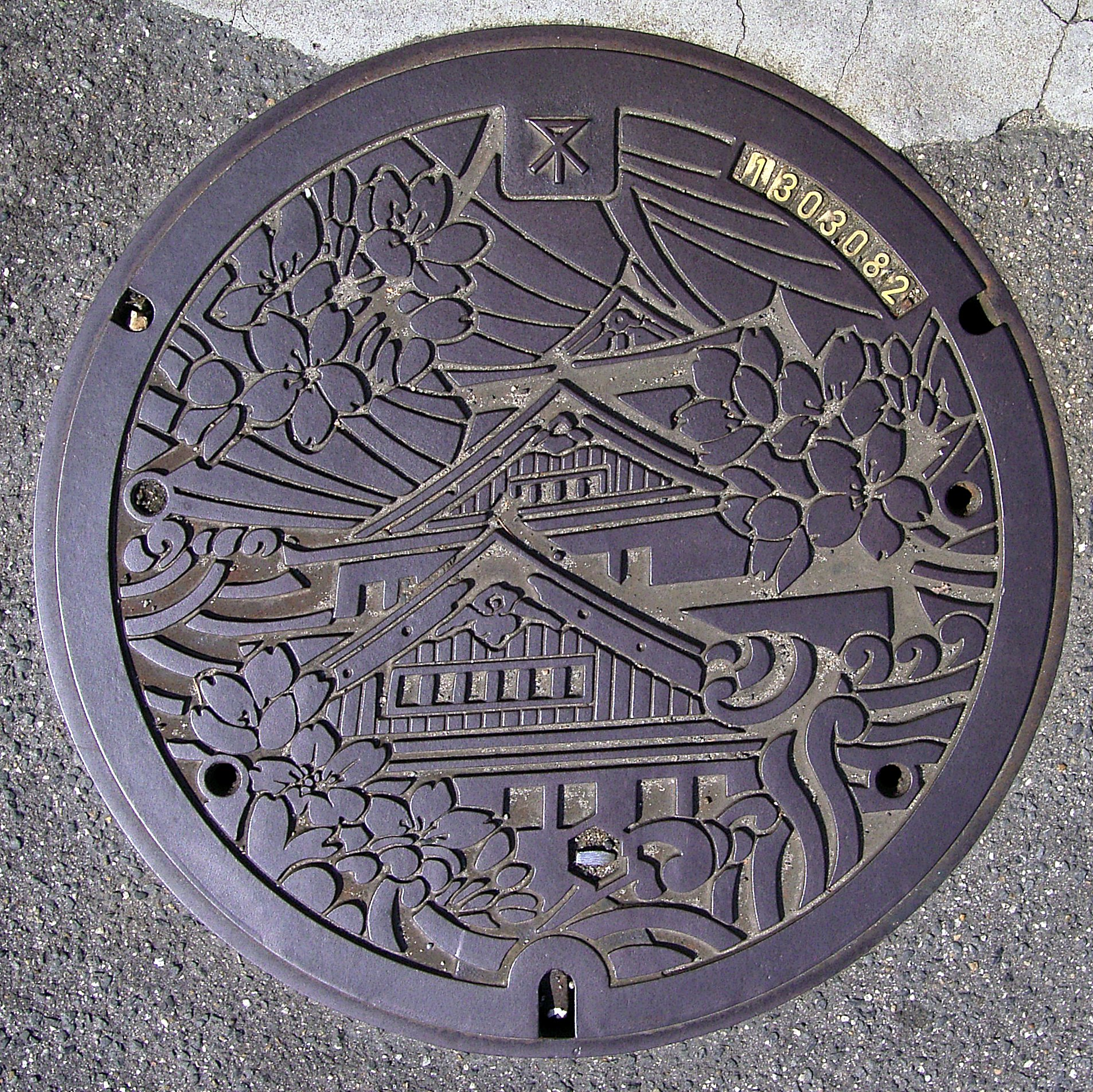
Putdeksel van Osaka met sakurabloemen
De cartoonversie van de sakura-bloesem
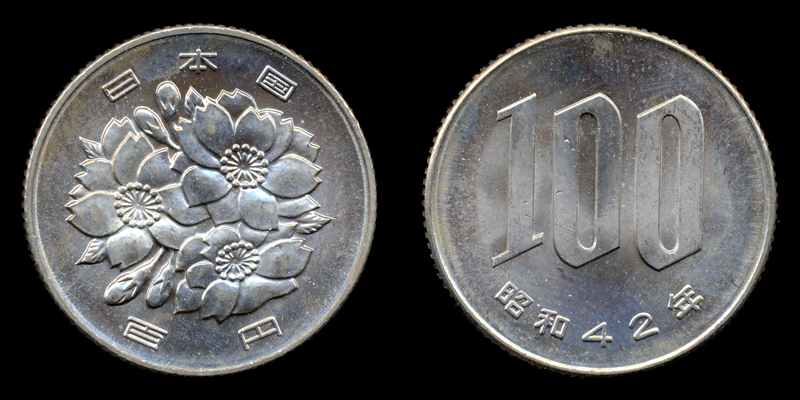
100 yen munt met sakura afgebeeld
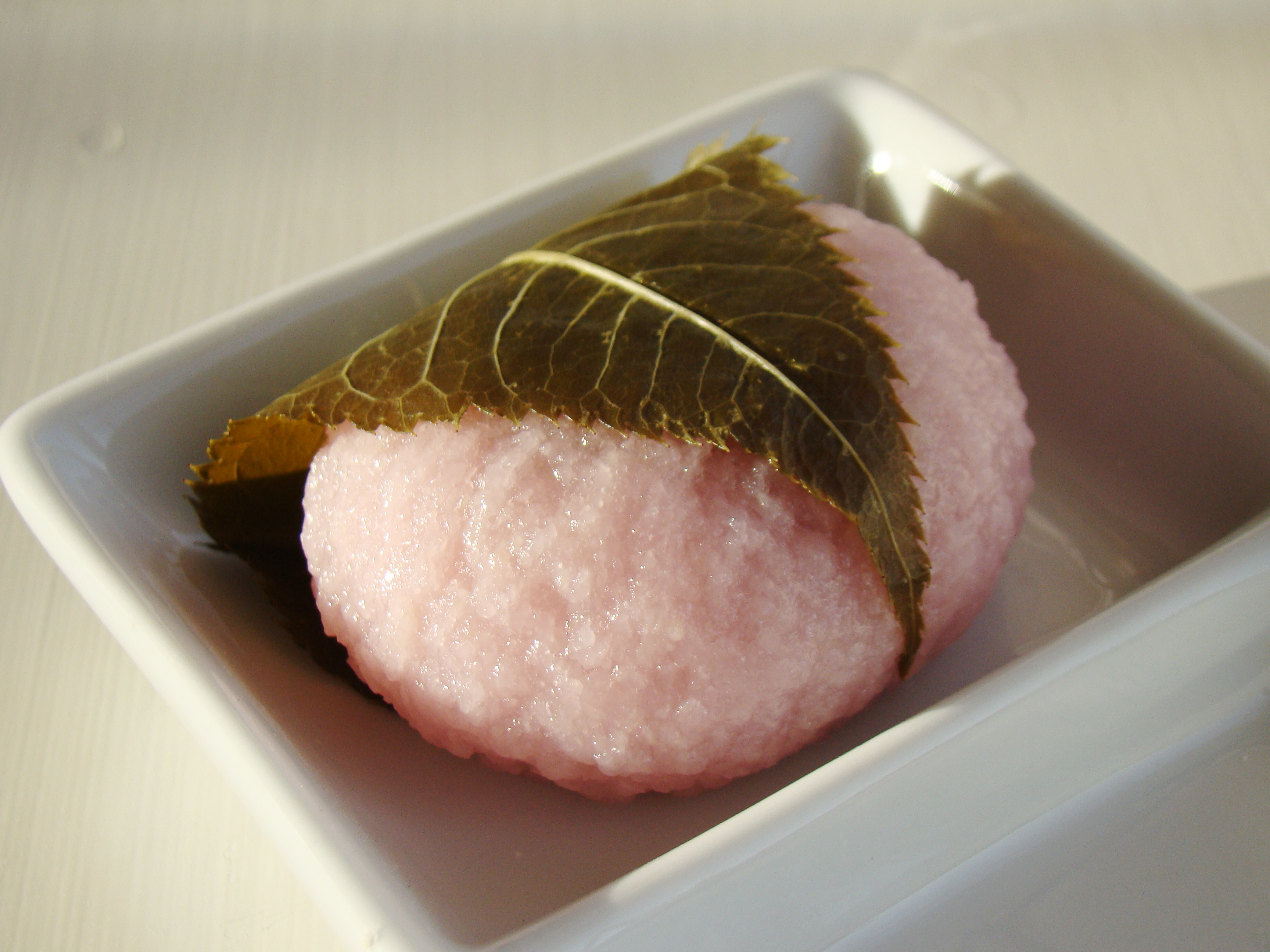
Sakuramochi, variant van de mochi (kleefrijstcake), die bekleed wordt met een sakura-blad